# Life in the Fast Lane
Singles de Eagles
Hotel California
(1976) Please Come Home for Chrismas
(1978)
Life in the Fast Lane est une chanson du groupe Eagles. Elle parait dans l'album Hotel California, paru en 1976. Cette chanson est le 3e single réalisé pour cet album, et s'est hissé à la 11e place du Billboard Hot 100.